# Circonscription de Kombolcha (Est Welega)
Pour les articles homonymes, voir Circonscription de Kombolcha.
La circonscription de Kombolcha (Est Welega) est une des 177 circonscriptions législatives de l'État fédéré Oromia, elle se situe dans la Zone Horo Gudru. Son représentant actuel est Bogale Tolesa Moru.